# Ermita de San Antonio de Padua (La Cerulla)

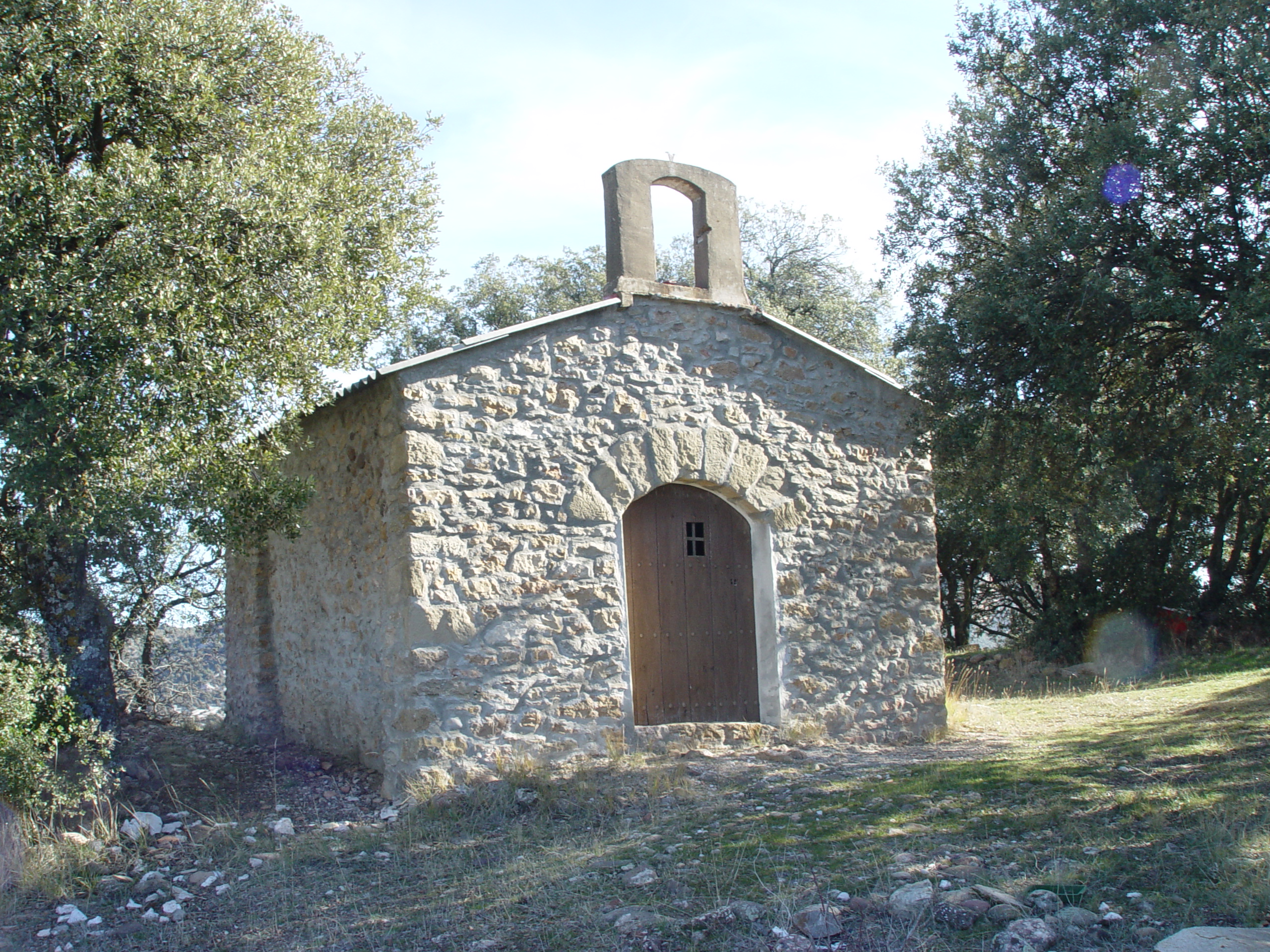
San Antonio de la Cerulla

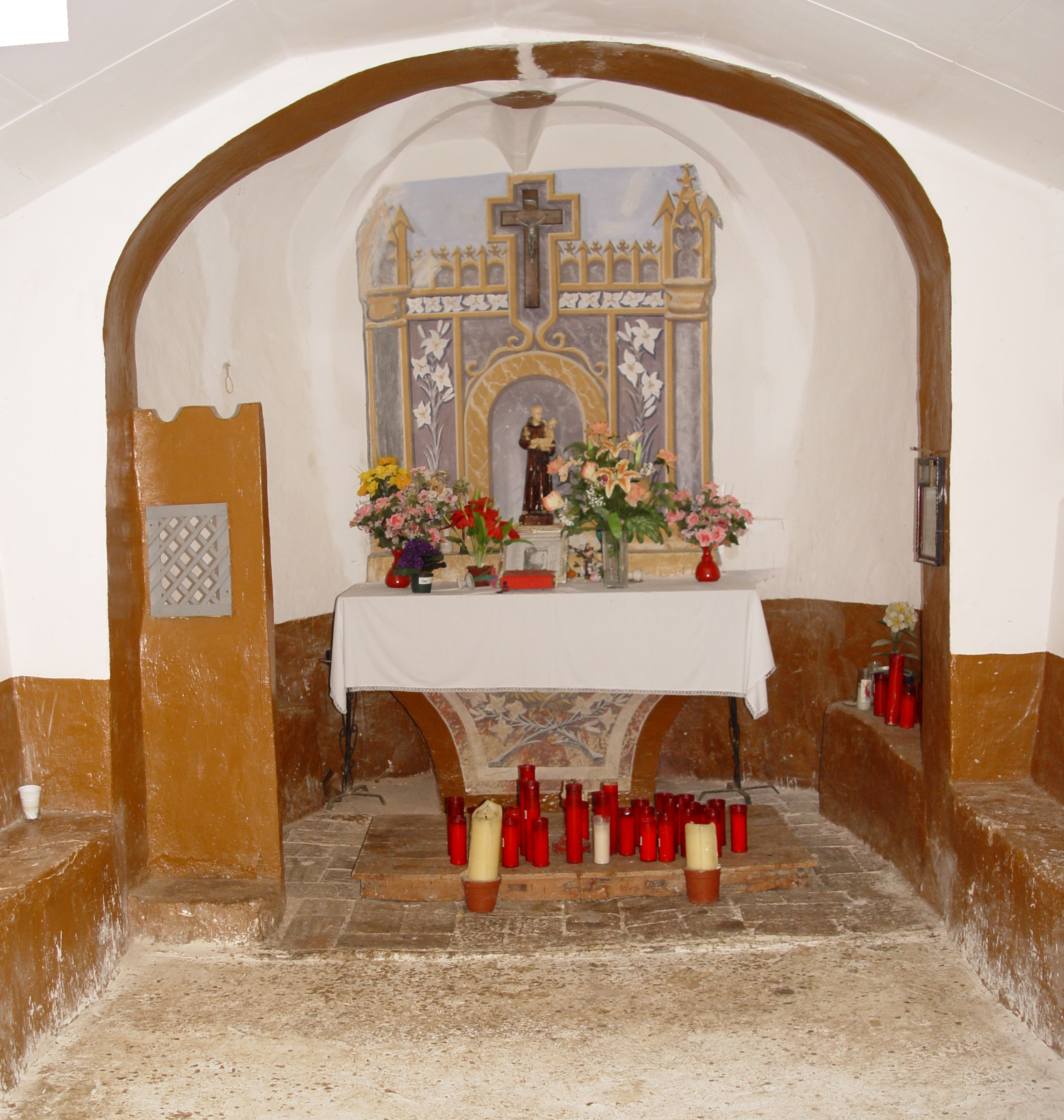
Innenansicht mit Altar

Die Kirche San Antonio de Padua (katalanisch Mare de Déu del Congost) in Viacamp y Litera, einer Gemeinde in der spanischen Provinz Huesca der Autonomen Region Aragonien, wurde im Stil der Romanik errichtet. Die Kirche befindet sich im Weiler La Cerulla.

## Beschreibung
Die dem heiligen Antonius von Padua geweihte Kirche gehörte zu einer Einsiedelei. Die romanische Kirche ist einschiffig und schließt im Osten mit einem stark eingezogenen Chor. Sie ist aus Bruchstein gebaut. An der Westfassade befindet sich ein schlichtes, rundbogiges Portal. Auf dem Dach sitzt ein schlichter Dachreiter (Espadaña), dessen Glocke nicht mehr vorhanden ist.